# مبدل‌های هوا خنک
مبدل‌های هوا خنک (به انگلیسی: Air-Cooled Heat Exchangers) یا کولرهای هوایی، مبادله کننده‏‏ های حرارتی هستند که در آن‌ها سیال فرآیندی با جریان هوا خنک می‌شود. در این مبدل‌ها بخارات گرم درون مجموعه‌ای از لوله‌ها که به صورت افقی کنار هم قرار گرفته‌اند توزیع می‌شود. جداره خارجی لوله‌ها به پره مجهز شده‌است تا سطح انتقال حرارت بین سیال داخل لوله‌ها با هوای خنک افزایش یابد .
این مبدل‌ها از نظر شکل جریان، از نوع متقاطع می‌باشند که جریان هوای لازم برای خنک کردن سیال داخل لوله‌ها به وسیله یک فن تأمین می‌شود. اگر این فن بالای لوله‌ها قرار گیرد به آن مکشی و اگر پایین لوله‌ها قرار گیرد به آن دمشی گویند. نوع مکشی به علت ایجاد توزیع یکنواخت جریان هوا بازدهی بیشتری دارد. در نوع مکشی اگر موتور گرداننده نیز به همراه فن در بالای لوله‌ها قرار گیرد به علت قرار گرفتن در معرض هوای گرم زودتر مستهلک می‌شود. برای رفع این مشکل می‌توان نیرو را با استفاده از شفتبه فن تبدیل نمود و موتور را در محل مناسب تری قرار داد .
مبدل‌های حرارتی هوا خنک شامل مجموعه‌های Structure, Tube Bundle،Plenum،Fan، Motor، Support Mechanism و ... می‌باشد. این مبدل‌ها معمولاً بر روی Structure و با ارتفاع از سطح زمین نصب می‌شوند تا قابلیت انتقال هوا امکان‌پذیر باشد . استاندارد مورد استفاده برای طراحی این نوع مبدل هاAPI 661 می‌باشد و نرم‌افزار موارد استفاده B-jac، HTFS، HTRI می‌باشد.